# 正親町三条公氏
正親町三条 公氏（おおぎまちさんじょう きんうじ）は、鎌倉時代前期の公卿。左大臣・三条実房の三男。官位は正二位・権大納言。三条大納言と号す。三条の他、嵯峨および西郊とも称す。正親町三条家の祖。
なお、明治維新後に正親町三条家は本家の三条家と区別するために家名を「嵯峨」と改称したが、これは公氏の別号に由来している（公氏のもうひとつの別号である西郊を称する公氏の子孫の公家もかつてあった）。

## 経歴
以下、『公卿補任』の内容に従って記述する。
- 建久2年（1191年）1月5日、叙爵[2]。
- 建久3年（1192年）10月26日、佐兵衛佐に任ぜられる。
- 建久6年（1195年）1月6日、従五位上に昇叙。
- 正治元年（1199年）1月5日、正五位下に昇叙。
- 正治2年（1200年）1月22日、右少将に任ぜられる。
- 建仁元年（1201年）1月29日、周防権介を兼ねる。12月22日、従四位下に昇叙。少将は元の如し。
- 建仁3年（1203年）1月5日、従四位上に昇叙。10月3日、右中将に転任。
- 元久元年（1204年）11月1日、正四位下に昇叙。
- 元久2年（1205年）1月29日、播磨権介を兼ねる。
- 承元3年（1209年）1月13日、越前権介を兼ねる。
- 承元4年（1210年）12月17日、蔵人頭に補される。
- 建暦元年（1211年）10月2日、参議に任ぜられる。右中将は元の如し。
- 建暦2年（1212年）1月13日、土佐権守を兼ねる。12月20日、従三位に叙せられる。
- 建保5年（1217年）1月6日、正三位に昇叙。同月28日、備中権守を兼ねる。
- 承久2年（1220年）1月22日、権中納言に任ぜられる[3]。
- 承久3年（1221年）12月12日、従二位に昇叙[4]。
- 貞応元年（1222年）7月29日、勅授帯剣を許される。
- 貞応2年（1223年）2月25日、中宮権大夫を兼ねる。12月17日には正二位に昇叙。
- 嘉禄元年（1225年）8月18日、父・実房が薨去したため喪に服す。11月5日、中宮権大夫を辞した。12月22日、復任した。
- 嘉禄2年（1226年）7月29日、皇后宮大夫を兼ねる。
- 安貞元年（1227年）2月20日、皇后宮大夫を止める[5]。4月9日、中納言に転正。
- 寛喜3年（1231年）3月25日、権大納言に転任。10月12日、権大納言を辞退[6]。
- 嘉禎3年（1237年）9月15日、薨去。

## 系譜
- 父：三条実房
- 母：左大臣藤原経宗[7]の娘
- 妻：権大納言藤原泰通の娘
  - 長男：正親町三条実蔭（1199-1241）
- 生母不明の子女
  - 男子：正親町三条実連
  - 男子：教誉（?-?）
  - 男子：実位（?-?）
  - 男子：叡澄（?-1307）